# Gino Lori
Gino Lori (* 3. Januar 1956 in Parma) ist ein ehemaliger italienischer Radrennfahrer.

## Sportliche Laufbahn
Lori war Teilnehmer der Olympischen Sommerspiele 1976 in Montreal. Dort bestritt er das Mannschaftszeitfahren. Der Vierer mit Carmelo Barone, Vito Da Ros, Gino Lori und Dino Porrini belegte den 11. Platz.
Als Amateur gewann er 1975 die Eintagesrennen Mailand–Bologna, 1976 Mailand-Rapallo, Giro delle Due Province Marciana und das Einzelzeitfahren Coppa Mobilio Ponsacco. Er startete für den Verein U. S. Monsummanese. 
1977 wurde er Berufsfahrer im Radsportteam SCIC-Bottecchia und blieb bis 1978 als Radprofi aktiv.